# 奥山葵
奥山 葵（おくやま あおい、1999年〈平成11年〉2月23日 - ）は、日本の女優。北海道出身。CAMINO REAL（カミノレアル）所属。

## 経歴
映画『ハリー・ポッターシリーズ』への出演を目標に女優を志し、高校卒業後に上京して奈良橋陽子主宰の演劇学校・アップスアカデミーに入学。在学中に、英国放送協会 (BBC) とNetflixが制作するオリジナルドラマシリーズ『Giri/Haji』のオーディションを受け、主人公ケンゾウ（演：平岳大）の娘・タキ役に選ばれた。
2025年10月期放送の『スクープのたまご』（TBS）でドラマ初主演。

## 人物・エピソード
『ハリー・ポッターシリーズ』に出演することが夢。
雑誌『SPUR』の2020年2月号の表紙を飾ると多方面から「誰?」という声が上がり、集英社が運営する同誌公式サイトに奥山の特集記事が掲載された。
- 趣味[1]：映画鑑賞、読書、ピザ作り、球技
- 特技：ハリーポッターに出てくる呪文を唱えること[1]
- 資格：英検準2級[1]

## 出演

### 映画
- ザ・ビューティフル・ゲーム（英語版）（2024年、Netflix） - ミカ（日本チーム監督） 役
- クロスポイント（2025年、キョウタス）[6]

### テレビドラマ
- 夢食堂の料理人〜1964東京オリンピック選手村物語〜（2019年、NHK） - 田中 役
- Giri/Haji（英語版）（2019年、BBC/Netflix） - 森 多紀 役
- コールドケース3 ～真実の扉～ 第6話（2021年1月16日、WOWOW） - 香月貴子（青年期）役
- パリピ孔明（2023年、フジテレビ） - 冬実役
- しあわせは食べて寝て待て（2025年、NHK総合） - 巴沢千春 役[7]
- スクープのたまご（2025年放送予定、TBS） - 主演・信田日向子 役[4]

### 舞台
- SAHARA（2018年）  - ケイ、ハヅキ 役
- 真夏の夜の夢（2018年） - パック 役

### CM
- NIKE「New Girl | Play New 」篇
- IKEA「あっという間にいい毎日 IKEA 365+」篇（2020年）
- Amazon.com Amazon Prime「ラーメンプログラマー」篇（2024年 - ）[8]